# Randbereiche Lichtenmoor
Die Randbereiche Lichtenmoor sind ein Naturschutzgebiet in der Gemeinde Heemsen in der Samtgemeinde Heemsen und der Gemeinde Steimbke in der Samtgemeinde Steimbke im Landkreis Nienburg/Weser.

## Allgemeines
Das Naturschutzgebiet mit dem Kennzeichen NSG HA 234 ist rund 155 Hektar groß. Es ist vollständig Bestandteil des 359,01 Hektar großen FFH-Gebietes „Lichtenmoor“, das auch angrenzende Gebiete im Landkreis Heidekreis, die als Naturschutzgebiet „Lichtenmoor“ ausgewiesen sind, beinhaltet. Das Naturschutzgebiet steht seit dem 17. November 2016 unter Schutz. Zuständige untere Naturschutzbehörde ist der Landkreis Nienburg/Weser.

## Beschreibung
Das aus sechs Teilflächen bestehende Naturschutzgebiet liegt nordöstlich von Nienburg/Weser. Es stellt an das Naturschutzgebiet „Lichtenmoor“ angrenzende Wald- und Moorwaldgesellschaften unter Schutz. Im Norden und Westen des Schutzgebietes stocken überwiegend strukturreiche Kiefern- und Kiefernmischwälder auf Sandböden flacher Dünen. In den feuchten Dünentälern sind Relikte von Hochmoorbiotopen und Sümpfen zu finden. Im Westen sind Sandheiden mit Besenheidenbeständen zu finden. Im Südwesten wird das Naturschutzgebiet von entwässertem Hochmoor geprägt, auf dem zusammenhängende Moorwaldbereiche mit Torfmoosen stocken. Im Osten erstreckt sich das Naturschutzgebiet entlang des Weißen Grabens, der es vom Naturschutzgebiet „Lichtenmoor“ trennt. Hier findet sich ein Mosaik aus bäuerlichen Handtorfstichen, kleinen, gut erhaltenen Übergangs- und Schwingrasenmooren mit Wollgräsern und Torfmoosen sowie Hochmoor-Degenerationsstadien. Weiterhin stocken stellenweise Waldkiefern und Moorbirken, die kleine Moorwaldbereiche bilden. Schließlich sind Moorheiden mit Beständen der Glockenheide zu finden, die in trockeneren Bereichen in Sandheiden mit Besenheide übergehen. Früher zu Grünland kultivierte Bereiche sind in das Naturschutzgebiet einbezogen. Waldbereiche und angrenzende Grünlandflächen sind Jagdgebiet des Großen Mausohrs.
Durch die Anhebung des Wasserstandes sollen in großen Bereichen des Naturschutzgebietes die Lebensbedingungen der moortypischen Flora und Fauna verbessert und schutzwürdige Wald- und Moorbiotoptypen wiederhergestellt werden. Weiterhin werden Entkusselungsmaßnahmen zur Pflege und Entwicklung des Gebietes durchgeführt.